# Neverworld
Neverworld är det brittiska power metal-bandet Power Quests andra studioalbum. Det gavs ursprungligen ut 2003 av skivbolaget Now & Then Records och återutgavs sedan av Frontiers Records i Europa och Avalon i Japan. Trumteknikern André Bargmann spelar trummor på skivan, då bandet vid denna tidpunkt inte hade någon officiell trummis. Gitarristen Andrea Martongelli hade inför inspelningen officiellt gått med i bandet.
Sabine Edelsbacher från österrikiska bandet Edenbridge gästsjunger på två låtar.

## Låtlista
1. "Neverworld (Power Quest, Part II)" – 8:59
2. "Temple of Fire" – 4:08
3. "Edge of Time" – 5:51
4. "Sacred Land" – 5:27
5. "When I'm Gone" – 6:26
6. "For Evermore" – 6:43
7. "Well of Souls" – 6:17
8. "Into the Light" – 5:12
9. "Lost Without You" – 10:43

Bonusspår på japanska utgåvan
1. "Find the Way to the Top" – 4:02
2. "When I'm Gone" (feat. Sabine Edelsbacher) – 6:25

## Medverkande
Musiker
- Alessio Garavello – sång
- Andrea Martongelli – gitarr
- Steve Scott – basgitarr
- Steve Williams – keyboard
- André Bargmann – trummor

Bidragande musiker
- Julie Laughton – cello, flöjt
- Richard West - keyboard
- Sabine Edelsbacher - sång
- Sam Totman - gitarr
- Karl Groom - gitarr
- Clive Nolan - bakgrundssång

Produktion
- Karl Groom – producent, ljudmix
- Clive Nolan – studiotekniker
- Richard West – studiotekniker
- Peter "Peewee" Coleman - mixning
- Graham "Grado" Woodcock - mastering
- Geoff Taylor – albumomslag